# Крейн (Техас)
Крейн (англ. Crane) — город в США, расположенный в западной части штата Техас, административный центр одноимённого округа. По данным переписи за 2010 год 
число жителей составляло 3353 человека, по оценке Бюро переписи США в 2016 году в городе проживало 3723 человека.

## История

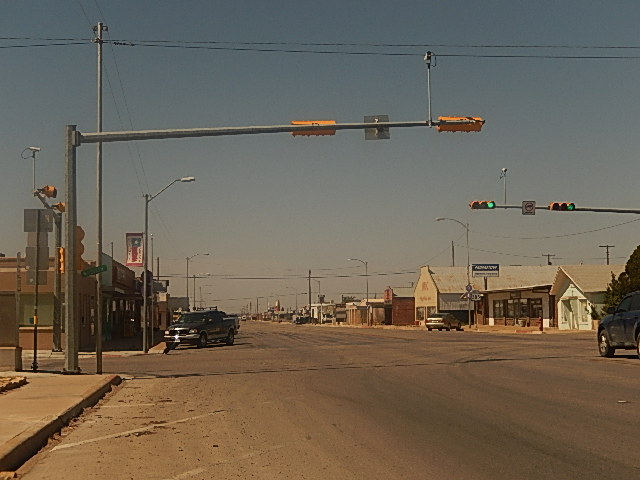
Центр Крейна

Поселение было основано в 1908 году и назван в честь президента Бэйлорского университета Уильяма Крейна. Город является единственным в округе, в нём открыто единственное в округе почтовое отделение. В 1926 году в округе было открыто нефтяное месторождение, и это открытие привело к росту населения и развитию Крейна. Постепенно в городе стали предоставляться коммунальные услуги, в том числе водопровод, открывались школы и прочие предприятия обслуживания. В 1972 году специальное издание газеты Crane News сообщило о миллиардном добытом барреле нефти в регионе. Город остаётся важным центром предоставления услуг предприятиям нефтедобывающей отрасли.

## География
Крейн находится в восточной части округа, его координаты: 31°23′31″ с. ш. 102°21′02″ з. д..
Согласно данным бюро переписи США, площадь города составляет около 2,7 км2, полностью занятых сушей.

### Климат
Согласно классификации климатов Кёппена, в Крейне преобладает семиаридный климат умеренных широт (BSk).
| Показатель                    | Янв.  | Фев.  | Март  | Апр. | Май  | Июнь | Июль | Авг. | Сен. | Окт. | Нояб. | Дек.  | Год   |
| ----------------------------- | ----- | ----- | ----- | ---- | ---- | ---- | ---- | ---- | ---- | ---- | ----- | ----- | ----- |
| Абсолютный максимум, °C       | 31,1  | 32,8  | 35,6  | 38,9 | 43,3 | 46,1 | 43,9 | 43,3 | 42,8 | 39,4 | 32,8  | 30    | 46,1  |
| Средний суточный максимум, °C | 15,9  | 18,8  | 23,2  | 28,1 | 31,9 | 34,7 | 35,4 | 35,1 | 31,2 | 26,6 | 20,7  | 16,2  | 26,5  |
| Средняя температура, °C       | 7,7   | 10,4  | 14,6  | 19,6 | 23,8 | 27,4 | 28,6 | 28   | 24,3 | 19,2 | 12,8  | 8,3   | 18,7  |
| Средний суточный минимум, °C  | −0,4  | 1,9   | 6     | 11,1 | 15,7 | 20,1 | 21,6 | 20,9 | 17,3 | 11,7 | 5     | 0,3   | 10,9  |
| Абсолютный минимум, °C        | −18,3 | −21,1 | −11,1 | −3,9 | −0,6 | 7,8  | 13,9 | 11,7 | 2,8  | −3,3 | −13,3 | −16,1 | −21,1 |
| Норма осадков, мм             | 12    | 18    | 12    | 20   | 42   | 36   | 36   | 45   | 66   | 39   | 16    | 13    | 354   |
| Источник: weatherbase.com     |       |       |       |      |      |      |      |      |      |      |       |       |       |

## Население

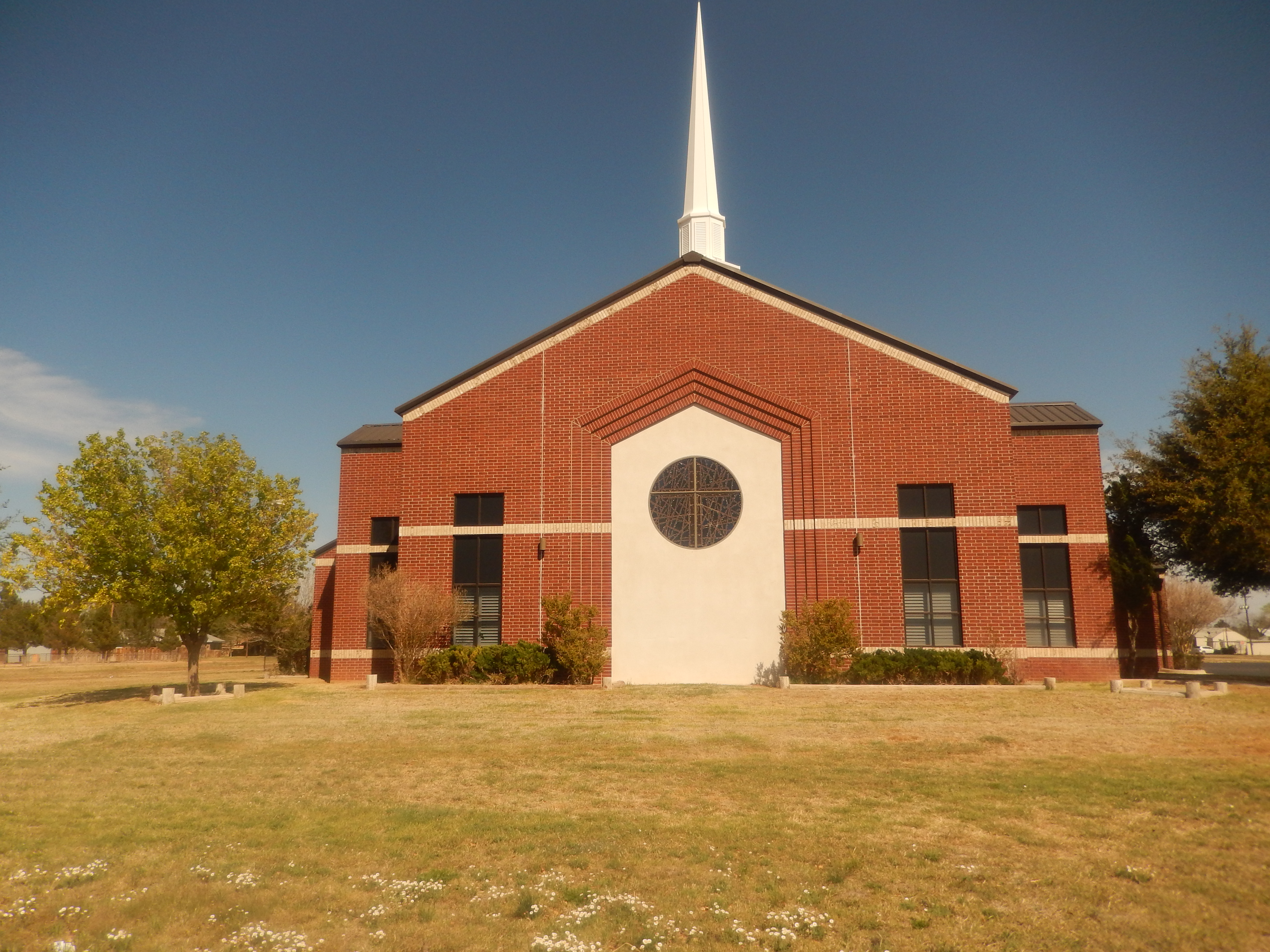
Первая баптистская церковь в городе

Согласно переписи населения 2010 года в городе проживало 3353 человека, было 1124 домохозяйства и 871 семья. Расовый состав города: 72,6 % — белые, 3,1 % — афроамериканцы, 1 % — 
коренные жители США, 0,3 % — азиаты, 0 % (0 человек) — жители Гавайев или Океании, 20,4 % — другие расы, 2,6 % — две и более расы. Число испаноязычных жителей любых рас составило 57 %.
Из 1124 домохозяйств, в 45,9 % живут дети младше 18 лет. 61,7 % домохозяйств представляли собой совместно проживающие супружеские пары (30,5 % с детьми младше 18 лет), в 11,1 % домохозяйств женщины проживали без мужей, в 4,7 % 
домохозяйств мужчины проживали без жён, 22,5 % домохозяйств не являлись семьями. В 19,2 % домохозяйств проживал только один человек, 8,1 % составляли одинокие пожилые люди (старше 65 лет). Средний размер домохозяйства составлял 2,97 человека. Средний размер семьи — 3,44 человека.
Население города по возрастному диапазону распределилось следующим образом: 34,2 % — жители младше 20 лет, 23,9 % находятся в возрасте от 20 до 39, 31,8 % — от 40 до 64, 10,1 % — 65 лет и старше. Средний возраст составляет 33,7 года.
Согласно данным опросов пяти лет с 2012 по 2016 годы, средний доход домохозяйства в Крейне составляет 66 261 доллар США в год, средний доход семьи — 75 203 доллара. Доход на душу населения в городе составляет 25 523 
доллара. Около 10,5 % семей и 9,4 % населения находятся за чертой бедности. В том числе 11,5 % в возрасте до 18 лет и 9,4 % старше 65 лет.

## Местное управление
Управление городом осуществляется мэром и городским советом, состоящим из 6 человек, выбираемых по трём округам.

## Инфраструктура и транспорт
Основными автомагистралями, проходящими через Крейн, являются:
- автомагистраль 385 США идёт с севера от Одессы на юг к Мак-Кейми.
- автомагистраль 329 штата Техас идёт с юго-востока от Ранкина на запад к городу Грандфолс.

В городе располагается аэропорт округа Крейн. Аэропорт располагает двумя взлётно-посадочными полосами длиной 1263 и 1035 метров. Ближайшим аэропортом, выполняющим коммерческие рейсы, является международный воздушно-космический порт Мидленда. Аэропорт находится примерно в 70 километрах к северу от Крейна.

## Образование
Город обслуживается независимым школьным округом Крейн.

## Экономика
Согласно бюджету города на 2014—2015 финансовый год, планируемые доходы города в 2015 году составили примерно $4,61 млн, расходы —  $3,19 млн.

## Отдых и развлечения
В городе находится музей пустыни юго-запада (англ. Museum of Desert Southwest).